# Nayer
Nayer Regalado (Nueva Jersey, 2 de agosto de 1991), más conocida por su nombre artístico Nayer, es una cantante, compositora y modelo cubana-estadounidense. 
Nayer consiguió mucha popularidad en el mercado anglo con sencillos como Dirty Dancer, Give Me Everything que llegó a ser #1 mundialmente por 11 semanas consecutivas, y por supuesto, su propio sencillo debut Suave (Kiss Me) también tuvo mucho éxito mundialmente. Nayer ha colaborado con artistas de la talla de Enrique Iglesias, Usher, Lil Wayne, Neyo y su gran amigo Pitbull a quien estuvo firmada.

## Biografía y Carrera
Nayer nació en Nueva Jersey, hija de padre cubano  de Pinar del Río y madre 
cubana de La Habana, se traslada cuando tenía 3 meses de edad a Miami. Ella comenzó a modelar una carrera como actriz a muy temprana edad, apareciendo en numerosos anuncios, y participar en programas de televisión tales como Alondra, Sábado Gigante o La piñata loca, pero su verdadera pasión siempre era estar arriba de un escenario, y ese sería su destino. Nayer tuvo varias oportunidades para demostrar sus habilidades musicales. Actuó en varios concursos, festivales, carnavales, organizaciones benéficas y fundaciones. En sus propias palabras manifestó "Cuando había un micrófono y un escenario, ahí estaba yo!". Con el apoyo de sus padres, se mudó a Los Ángeles cuando tenía 14 años, para grabar un demo de seis canciones.
Nayer, mientras continúa su carrera como modelo, nunca dejó de cantar, bailar y mejorar sus habilidades en la guitarra y el piano. En 2005 fue elegida para sustituir a Candice Pillay en una agrupación de R&B, compuesta por mujeres llamado "Anything But Monday", creado por el ejecutivo Stephen Stone (del ganador del premio Grammy Ruffhouse Entertainment) responsable de la firma con Universal Music Group. Después de un cambio completo en la formación del grupo en 2008, Nayer se convirtió en la única de los cinco miembros que se quedara. El grupo lanzó su primer sencillo "Buckwild" en 2008, pero fue con su segundo sencillo "Bump" publicado en 2009, cuando recibió un doble disco de platino. El sencillo fue lanzado en formato digital gratuito, permitiendo a los DJs el acceso y el uso compartido de archivos, para poder masterizar dicha canción. Fueron uno de los primeros grupos que recibieron el disco de platino mediante la publicación de música en formato digital.
En 2008 fue finalista del concurso "Miss 305" incluido en una sección de un programa televisivo en el que participa el rapero cubano-estadounidense Pitbull que se emite por la cadena de televisión por cable estadounidense Mun2 llamado La Esquina. Luego Pitbull anunció que había firmado a esta talentosa cantante con su sello Mr. 305 Inc. para trabajar cone el productor musical RedOne. Desde entonces, ha participado en varias canciones y videos del rapero, en sus álbumes Rebelution (2009), Armando (2010) y Planet Pit (2011).
En 2011, Nayer aparece en el video de Enrique Iglesias "Dirty Dancer" y con Pitbull en "Give Me Everything", que encabezó las listas en todo el mundo. En julio de 2011, Nayer lanzó su primer sencillo "Suave (Kiss Me)". Las características individuales de Pitbull y del cantante sueco-congoleño Mohombi aportan su talento en este tema.
Mariah Carey, Celia Cruz y Gloria Estefan han inspirado en gran medida a la carrera de Nayer. "Son mujeres fuertes y dominantes que han allanado el camino para las mujeres como yo", declara Nayer. Los sonidos del Caribe y de Cuba, fusionados con ritmos pop, dance y R&B son los elementos que adquirió para crear su propio sonido en su álbum debut.

## Discografía

### Álbumes de estudio
| Título     | Datos del álbum                                                                           |
| ---------- | ----------------------------------------------------------------------------------------- |
| First Kiss | - Lanzamiento: 25 de junio de 2007 - Discográfica: Sony Music - Formato: Descarga digital |

### Sencillos
| Año  | Título                                     | Mejor posición | Mejor posición | Mejor posición | Mejor posición | Mejor posición | Álbum         |
| Año  | Título                                     | EUA            | EUA Dance      | CAN            | FRA            | ESL            | Álbum         |
| ---- | ------------------------------------------ | -------------- | -------------- | -------------- | -------------- | -------------- | ------------- |
| 2008 | «First Kiss (Primer Beso)»                 | —              | 39             | —              | —              | —              | First Kiss EP |
| 2013 | «Suave (Kiss Me)» (con Mohombi & Pitbull)  | —              | —              | 34             | 49             | 19             |               |
| 2013 | «Thirsty (Splash)» (con Afrojack & Detail) | —              | —              | —              | —              | —              |               |

### Colaboraciones
| Año  | Título                                                                 | Mejor posición en listas | Mejor posición en listas | Mejor posición en listas | Mejor posición en listas | Mejor posición en listas | Mejor posición en listas | Mejor posición en listas | Mejor posición en listas | Mejor posición en listas | Mejor posición en listas | Certificaciones                                                                                  | Álbum      |
| Año  | Título                                                                 | EUA                      | AUS                      | AUT                      | CAN                      | IRL                      | HOL                      | NZ                       | SUE                      | SUI                      | R.U.                     | Certificaciones                                                                                  | Álbum      |
| ---- | ---------------------------------------------------------------------- | ------------------------ | ------------------------ | ------------------------ | ------------------------ | ------------------------ | ------------------------ | ------------------------ | ------------------------ | ------------------------ | ------------------------ | ------------------------------------------------------------------------------------------------ | ---------- |
| 2011 | «Give Me Everything» (Pitbull con Ne-Yo, Afrojack & Nayer)             | 1                        | 2                        | 3                        | 1                        | 1                        | 1                        | 2                        | 2                        | 2                        | 1                        | - AUS: 5× Platino - DIN: Platino - EE.UU: 4× Platino - ITA: Platino - NZ: Platino - SUE: Platino | Planet Pit |
| 2011 | «Dirty Dancer (Remix)» (Enrique Iglesias con Usher, Lil Wayne & Nayer) | 18                       | 24                       | 14                       | 11                       | 22                       | —                        | 22                       | —                        | 30                       | 21                       | - AUS: Oro - US: Oro                                                                             | Euphoria   |
| 2012 | «Name of Love» (Jean-Roch con Pitbull & Nayer)                         | —                        | —                        | —                        | —                        | —                        | —                        | —                        | —                        | —                        | —                        |                                                                                                  |            |

### Otras Canciones
| Año  | Título                             | Mejor posición | Álbum                 |
| Año  | Título                             | ESL            | Álbum                 |
| ---- | ---------------------------------- | -------------- | --------------------- |
| 2010 | "Pearly Gates" (Pitbull con Nayer) | 67             | Shut It Down (Single) |

### Apariciones
| Año  | Canción        | Artista(s)              | Álbum      |
| ---- | -------------- | ----------------------- | ---------- |
| 2009 | "Full of Shit" | Pitbull & Bass III Euro | Rebelution |
| 2010 | "Vida 23"      | Pitbull                 | Armando    |